# شهرستان واشینگتن (کانزاس)
شهرستان واشینگتن، کانزاس (به انگلیسی: Washington County, Kansas) یک سکونتگاه مسکونی در ایالات متحده آمریکا است که در کانزاس واقع شده‌است.